# アンテナ (GO!GO!7188のアルバム)
『アンテナ』は、GO!GO!7188の7枚目のオリジナルアルバム。

## 概要
収録曲「アンテナ」が一番このアルバムと今のGO!GO!を表しているということで、そのままアルバム名になった。またラジオのインタビューでは「収録曲の中からくじで決めた」とも発言している。

## 収録曲
| #   | タイトル                        | 作詞             | 作曲             | 時間 |
| --- | ------------------------------- | ---------------- | ---------------- | ---- |
| 1.  | 「地球最後の日」                | アッコ           | ユウ（特記以外） | 4:15 |
| 2.  | 「ちんとんしゃん」              | アッコ           | ユウ（特記以外） |      |
| 3.  | 「アンテナ」                    | アッコ           | ユウ（特記以外） | 4:11 |
| 4.  | 「ふたしかたしか」              | アッコ           | ユウ（特記以外） | 7:07 |
| 5.  | 「飛び跳ねマーチ」              | アッコ           | ユウ（特記以外） | 4:13 |
| 6.  | 「食わずギライ」                | アッコ           | ユウ（特記以外） | 4:46 |
| 7.  | 「片思いファイター」            | アッコ           | ユウ（特記以外） | 3:55 |
| 8.  | 「on the まゆ毛〜切りすぎて〜」 | アッコ           | ユウ（特記以外） | 4:32 |
| 9.  | 「コミュニケーションギャップ」  | アッコ           | ユウ（特記以外） | 3:20 |
| 10. | 「満天の星 春の庭」             | アッコ           | ユウ、アッコ     | 5:55 |
| 11. | 「ハモリエヴリデイ」            | アッコ           | ユウ（特記以外） | 3:41 |
| 12. | 「雨の日だけの恋」              | ターキー、アッコ | ターキー         | 4:16 |